# Шимальський Євген Володимирович
Євге́н Володи́мирович Шима́льський (1 травня 1982, Київ) — український громадський діяч, лауреат національної премії імені Шевченка у 2021 році.

## Творчість
Один із співзасновників музичної агенції "УХО", що з'явилась 2012 року в Броварах. Агенція організувала у Києві кілька сотень концертів та акцій, пов'язаних із класичною музикою.

## Премія імені Шевченка
У 2021 році отримав премію Шевченка у номінації "музичне мистецтво" разом із Олександрою Андрусик (співзасновниця) та Катериною Сула (виконавча продюсерка). Нагороду вручили за цикл "Архітектура голосу" — серія концертних подій.